# Luitpold Graf Wolffskeel von Reichenberg
Luitpold Graf Wolffskeel von Reichenberg (geboren als Freiherr Wolfskeel von Reichenberg; * 20. Januar 1879 in München; † 2. April 1964 in Uettingen) war ein deutscher Offizier, erster Kommandeur der Bayerischen Fliegertruppe, Fliegerpionier und Rechtsritter des Johanniterordens.

## Leben

### Familie
Luitpold Graf Wolffskeel von Reichenberg entstammte der Uettinger Linie des fränkischen Uradelsgeschlechts Wolffskeel. Er war der zweite Sohn des Freiherren und späteren Grafen Karl Wolffskeel von Reichenberg und der Emma Freifrau (später Gräfin) Wolffskeel von Reichenberg, geborene Freiin von Thüngen. Eberhard Graf Wolffskeel von Reichenberg war sein älterer Bruder. Taufpate Graf Wolffskeels war Prinzregent Luitpold von Bayern. Wolffskeel verbrachte seine Jugend als Edelknabe an der Königlich Bayerischen Pagerie in München und machte 1897 Abitur am Wilhelmsgymnasium. 1918 heiratete er in München Sophie Freiin von Guttenberg (* 28. Februar 1892; † 22. Juli 1947). Aus der Ehe gingen drei Kinder hervor:
- Hertha-Marie Gräfin Wolffskeel von Reichenberg (* 31. August 1919; † 25. Dezember 2014) ⚭ 1. Alois Prinz v. und zu Liechtenstein, 2. Erwin Janik.
- Emma-Sophie (Effi) Gräfin Wolffskeel von Reichenberg (* 3. Mai 1921; † 31. Mai 2000) ⚭ Friedrich von Seydlitz-Kurzbach.
- Ott Graf Wolffskeel von Reichenberg (* 4. Dezember 1925; † 23. Dezember 2003) ⚭ Luise Schätzlein.

### Militärkarriere
1897 begann er seine militärische Laufbahn als Fähnrich im 1. Schwere-Reiter-Regiment der Bayerischen Armee. 1899 wurde er zum Leutnant und 1907 zum Oberleutnant befördert. 1911 wechselte Wolffskeel zur Fliegerei. Er wurde bei August Euler in Darmstadt ausgebildet und erhielt am 6. Juli 1911 die Fluglizenz mit der Nummer 93 in Deutschland. Zugleich erhielt er das erste bayerische Militärflugzeugführerpatent. 1912 nahm Wolffskeel am Zuverlässigkeitsflug am Oberrhein teil und konnte als nur einer von vier der gestarteten Teilnehmer das Ziel erreichen. Zum Rittmeister befördert, wurde er 1912 von General Karl von Brug beauftragt, die Bayerische Fliegertruppe aufzubauen. Das neu gegründete und in Oberschleißheim stationierte 1. Fliegerbataillon wurde der Leitung Wolffskeels unterstellt. Bald wurde er als „Rittmeister der Lüfte“ bezeichnet. Ab 1914 war Wolffskeel als Leiter der Fliegerabteilung 2b an der Westfront im Ersten Weltkrieg im Einsatz. Zwischen 1915 und 1917 war er als Eskadronchef wieder im 1. Schwere-Reiter-Regiment tätig. 1918 wurde er Kommandeur des I. Bataillons des Landwehr-Infanterie-Regiments 1.
Im Jahr 1919 nahm Wolffskeel als Major seinen Abschied aus dem Militärdienst. Im Zweiten Weltkrieg wurde er kurzzeitig reaktiviert, bevor er 1942 mit Erreichen der Altersgrenze im Range eines Oberstleutnants in den Ruhestand gehen konnte.